# I Rugrats nella giungla
I Rugrats nella giungla (Rugrats Go Wild) è un film d'animazione del 2003 diretto da Igor Kovaljov e Norton Virgien. Il film è un crossover de I Rugrats e La famiglia della giungla. È stato creato da Nickelodeon Movies e Klasky-Csupo e prodotto da Paramount Pictures.

## Trama
Il film parla dei rugrats "versione selvaggia" che infatti approderanno su un'isola apparentemente deserta, dopo che la barca dove stavano viaggiando è affondata. I Rugrats faranno amicizia con simpatici amici un po' selvaggi, i Thornberry, protagonisti di un'altra serie Nickelodeon. Novità importante, si sente per la prima volta parlare Spike. Infatti Eliza Thornberry, protagonista della serie La famiglia della giungla possiede la capacità di dialogare con gli animali e, incontrato il cane dei Pickles nella foresta, lo aiuterà nella ricerca dei bambini. Per l'occasione, l'umano che ha prestato la sua voce al fedele quadrupede è stato Bruce Willis. Il film è un seguito dei precedenti lungometraggi dei Rugrats, ma anche di La famiglia della giungla, film tratto dalla serie dei Thornberry.

## Distribuzione
Questo film prodotto da Klasky Csupo, Paramount Pictures e Nickelodeon Movies e stato distribuito in Italia dalla United International Pictures. Il film esordì nei cinema degli Stati Uniti il 13 giugno 2003, mentre in Italia è stato direttamente trasmesso in TV su Sky Cinema 3 il 24 dicembre 2005.